# Rahmenzeichen

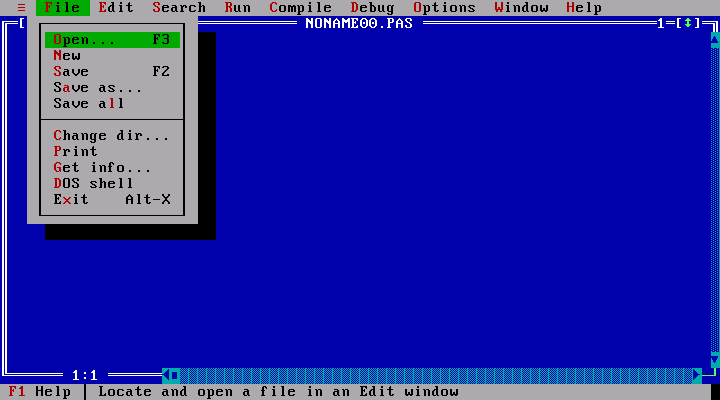
Borland Turbo Pascal verwendet Rahmenzeichen zur Darstellung von Fenstern und Menüs.

Rahmenzeichen sind grafische Sonderzeichen, die hauptsächlich für zeichenorientierte Benutzerschnittstellen verwendet werden, wo sie zur Darstellung von Fenstern im Textmodus dienen. Es handelt sich dabei um eine besondere Form der Blockgrafik.

## Geschichte
Rahmenzeichen werden in unterschiedlichem Umfang in verschiedenen Zeichensätzen kodiert. Sie umfassen normalerweise waagerechte und senkrechte Rahmenelemente, die vier Ecken, die vier T-Stücke und ein Kreuz in verschiedenen Ausführungen, etwa als einfacher und als doppelter Rahmen, teilweise aber auch in verschiedenen Rahmenstärken. Auch Zeichen, die verschiedene Rahmenarten kombinieren, sind oft vorhanden.
Schon die ersten Heimcomputer verwendeten eine Vielzahl an Rahmenzeichen, etwa im CBM-ASCII-Zeichensatz von Commodore. Auch die für Teletext verwendete Kodierung beinhaltet Rahmenzeichen.
Die DOS-Codepage 437 enthält im Bereich B0hex bis DFhex neben Schattierungen und Blockelementen 40 Rahmenzeichen. In anderen Codepages werden die Rahmenzeichen, bei denen eine doppelte Linie mit einer einfachen zusammenstößt, teilweise durch andere Zeichen ersetzt, sodass etwa mit der Codepage 850 keine gemischten Rahmen dargestellt werden können.
Die ANSI-Escapesequenzen, mit denen auf dem VT100 einfache Rahmenzeichen erzeugt werden konnten, wurden auf vielen Unix-Systemen übernommen.
In Unicode sind im Unicodeblock Rahmenzeichnung 128 Rahmenzeichen kodiert, darunter neben den Zeichen der DOS-Codepages auch Zeichen aus anderen Kodierungen wie KS X 1001 und GB2312, aber auch einer Reihe von Industriestandards.

## Beispiele
Einfache und doppelte Rahmen
```
 ┌──┬──┐  ╔══╦══╗ ╒══╤══╕ ╓──╥──╖
 │  │  │  ║  ║  ║ │  │  │ ║  ║  ║
 ├──┼──┤  ╠══╬══╣ ╞══╪══╡ ╟──╫──╢
 │  │  │  ║  ║  ║ │  │  │ ║  ║  ║
 └──┴──┘  ╚══╩══╝ ╘══╧══╛ ╙──╨──╜

```

Fenster mit Bildlaufleiste
```
 ╔════════════════════════════════════[×]═╗
 ║ Fenstertitel                           ║
 ╟──────────────────────────────────────┬─╢
 ║ Fensterinhalt                        │▲║
 ║                                      │░║
 ║                                      │░║
 ║                                      │░║
 ║                                      │░║
 ║                                      │█║
 ║                                      │░║
 ║                                      │░║
 ║                                      │░║
 ║                                      │░║
 ║                                      │░║
 ║                                      │░║
 ║                                      │░║
 ║                                      │▼║
 ╚══════════════════════════════════════╧═╝

```

## Alternativen
Statt mit Rahmenzeichen können einfache Rahmen auch als ASCII-Art gestaltet werden. Im Gegensatz zu den Rahmenzeichen entstehen dabei aber Lücken, sodass kein geschlossener Rahmen möglich ist.